# فتح الفتوح
فَتحُ الفُتوح به معنی «پیروزی پیروزیها»، نامی است که اعراب مسلمان در حمله به ایران به نبرد خونین نهاوند بعد از فتح این شهر باستانی اختصاص دادند.

## جایگاه شهر باستانی نهاوند
نهاوند شهر بزرگ و تعیین‌کننده با آب و هوای معتدل کوهستانی، میان دو رشته کوه گرین در جنوب آن و جبل اردیشان (اردوشان) در شمال آن، در زاگرس میانی در مرکز امپراتوری ایران بزرگ قرار داشت.
قلعه و دژی بسیار محکم و مجلل بر بلندای خود داشت، پایتخت تابستانی یزدگرد سوم و شهر رؤیایی با درختان میوه و باغات انبوه و سرابهای خروشان و نسیمی معتدل، استراحت‌گاه و پایتخت تابستانی شاهان ساسانی و اشکانی بوده است.
که قبل از آنها ملکهٔ یونانی‌ها لائودیسه در نهاوند حکمرانی می‌کرد و پرستشگاه‌های بسیاری در کنار آتشکده‌های ایرانی ساخت که بعدها قلعه و دژ ساسانی در کنار این معابد ساخته شدند.
بیشتر تاریخ‌دانان نهاوند را نوح‌آوند و پایتخت نوح نبی ذکر کرده‌اند و تمدن باستانی تپه‌گیان متعلق به آن دوران به بعد بوده است.
پای‌قلعه یا پاقلا نام محله‌ای باستانی در شهر نهاوند است که قدمت آن به دورهٔ ساسانیان و هخامنشیان می‌رسد و محل دژ مستحکم و استراتژیک ساسانیان بود و آخرین تکیه و جایگاه امپراتوری ایران بود که به دست اعراب مسلمان فتح شد.
تازیان عرب با دیدن شکوه و عظمت پارسی در نهاوند، شگفت زده از غنائم انبوه ایران شده بودند که حتی در مخیله خود تصور آن را نمی‌کردند و به همین خاطر فتح نهاوند را پیروزی پیروزیها (فتح الفتوح) نامیدند.

## نبرد نهاوند آخرین تکیه ساسانیان[۱۰][۱۱]
جنگ نهاوند، در روز پنجم ربیع الاول سال ۲۱ هجری قمری، برابر با ۲۵ بهمن سال ۲۰ هجری خورشیدی و ۱۴ فوریه سال ۶۴۲ میلادی بین سپاه ایران و اعراب مسلمان با یورش تازیان عرب بر پیکرهٔ خاک ایران در شهرنهاوند، که شروع آن برامتداد و بلندای تپه‌ها و ناهمواری‌های قهوه‌ای رنگ شمالی روستای زرامین علیا تا شهر اسفیدهان (روستای سعدوقاص فعلی) که منطقه وسیع و سپری L شکل برای حفاظت از شهر تعیین شده بود که بین رود گاماسیاب (سرشاخه اصلی رود کرخه) و رودخانه وادی زرین دشت قرار داشت که اینها خود بین دشت‌های درهٔ بزرگ نهاوند که از سلسله کوهای اردیشان در شمال آن تا رشته کوه گرین در جنوب نهاوند که سرچشمهٔ سرابهای خروشان و پرآب ایران است، قرار داشتند. اتفاق افتاده است. در نهایت این جنگ با فریب‌خوردن سپاه ایران به سمت دشت‌های غربی شهر اسفیدهان کشیده شد که از آنجا روند شکست سپاه ساسانی تا دشت‌های غربی قلعه نهاوند ادامه پیدا کرد و در نهایت خود قلعه و دژ مستحکم ساسانی به تسخیر خلافت اسلامی درآمد. که یکی از پیچیده‌ترین و سخت‌ترین نبردهای تاریخ بود که سبب زوال و غروب همیشگی امپراتوری ایران شد.
در جنگ خونین نهاوند با مقاومت سرسختانه ایرانیان با سیاست نوک حمله به سمت فرمانده سپاهیان عرب، سرانجام نعمان بن مقرن فرمانده آنها و همچنین تولیحه بن خویلد طراح نقشه فریب ایرانیان، هردو کشته شدند. و مردان شاه سردار سپاه ایران هم کشته شد و زمین غرق در گل‌خون شد.
متأسفانه بیشتر عقبهٔ سپاه ساسانی که از مردانشاه سردار ایرانی جدا افتاده بودند دل به جنگ نداده بودند و بر بلندی‌ها نهاوند غروب امپراتوری ایران را نظاره می‌کردند و شاید هم می‌گریستند و در نهایت به سمت همدان و شمال ایران فرار کردند. در روایات محلی و برخی منابع آمده که ۴۰ تن از کودکان دربار به یکی از بلندی‌های رشته کوه گرین در جنوب نهاوند پناه بردند که بر اثر سرما در برف مدفون شدند و این کوه بلند اکنون به کوه چهل نابالغان شهرت دارد.بقیه سپاه ساسانی توسط سواره نظام ورزیده قعقاع و شمشیرزنان قابل عرب محاصره و قیچی شدند و تیراندازان و خیلی از جنگاوران، در کنار فرمانده شجاع خود، ایرانی جنگیدند و کشته شدند.
سپاه سنگین و ثروتمند ساسانیان داری اسب‌های بیشماری بودند که در ناحیه جبل و مراتع ایالت نهاوند پرورش داده می‌شدند. همچنین هفتاد فیل بزرگ تحت فرمان ساسانیان در جنگ نهاوند حضور داشتند. در این منابع آمده که سپاه بیرون از شهر شدند و به‌مدت سه روز با سپاه عرب جنگیدند که در روز اول فرمانده عرب کشته شد. اما مکان دقیق جنگ مشخص نیست. همچنین قلعه گنجایش این همه نیرو را نداشته و بیشتر محل نیروهای پشتیبانی و زنان و فرزندان آنان بوده است. به همین خاطر یک کمربند دفاعی با فاصله بیشتری در خط الرس جنوب و جنوب غرب و شمال غرب تشکیل شده است.

## سرنوشت نعمان بن مقرن فرمانده اعراب
نعمان بن مقرن، یکی از سرداران و فرماندهان خلیفه راشدین بود که در حمله اعراب مسلمان به ایران، در جنگ نهاوند، بعد از سه روز نبرد سنگین، قبل از اینکه بتواند دروازهٔ قلعه ساسانی را بگشاید خودش به دست سربازان ایران به فرماندهی فیروزان (مردانشاه) کشته شد و حذیفه بن یمانی جانشین او شد که توانست قلعه نهاوند را با تسلیم شدن دینار تحویل بگیرد.
قبر نعمان، در ۵ کیلومتری شمال غربی شهر نهاوند در دهستان قشلاق، جادهٔ نهاوند به کرمانشاه بر دامنه کوهستان اردیشان قرار دارد و آرامگاه این سردار عرب در نهاوند معروف به بابا پیره است. که مورد بازدید و گاهی زیارت ایرانیان است. و در تاریخ ۲۵ اسفند سال ۱۳۸۰ با شمارهٔ ثبت ۵۰۳۷ به عنوان یکی از آثار ملی ایران به ثبت رسیده است.
مردم نهاوند، نعمان بن‌مقرن یا باباپیره را از یاران حسین بن علی می‌پنداشتند و مقبرهٔ او را امام زاده تلقی می‌کردند. درحالی‌که این باور ایجاد شده صحت نداشت. با آشکار شدن هویت اصلی آرامگاه، موجی از نفرت نسبت به آن تقریباْ شکل گرفت.
نعمان در زمان حمله مسلمین به ایران فرماندار کسکر (قدیمی‌ترین شهر مسیحی نشین عراق) بود. عمر به او نامه نوشت که از فرمانداری کناره‌گیری کند وبه فرماندهی سپاه مسلمانان دربیاید و به قصد تسخیر نهاوند حرکت کند. او در روزهای اولیه جنگ نهاوند کشته شد و فردی به نام حذیفه جانشین وی شد.